# Auch (album)
auch è il dodicesimo album in studio del gruppo musicale tedesco Die Ärzte, pubblicato nel 2012.

## Tracce
1. Ist das noch Punkrock? – 2:59
2. Bettmagnet – 3:07
3. Sohn der Leere – 3:42
4. TCR – 3:44
5. Das darfst du – 3:20
6. Tamagotchi – 3:06
7. M&F – 4:16
8. Freundschaft ist Kunst – 3:22
9. Angekumpelt – 2:34
10. Waldspaziergang mit Folgen – 3:27
11. Fiasko – 2:44
12. Miststück – 3:39
13. Das finde ich gut – 2:27
14. Cpt. Metal – 4:36
15. Die Hard – 2:20
16. zeiDverschwÄndung – 2:57